# Ted Templeman
Ted Templeman (* 24. října 1944 Santa Cruz, Kalifornie, USA) je americký hudební producent a v počátcích své kariéry také hudebník. S hudbou začínal počátkem šedesátých let, kdy hrál na bicí v kapele The Tikis. Na radu producenta Lennyho Waronkera se skupina v roce 1966 přejmenovala na Harpers Bizarre. Do roku 1970 vydala čtyři alba a rozpadla se. V roce 1976 byla obnovena a vydala jedno další album, Templeman se reunionu však neúčastnil.
Po odchodu ze skupiny začal pracovat pro Warner Bros. Records jako nahrávací technik a později producent. V pozdějších letech produkoval alba mnoha významných skupin a interpretů, mezi které patří The Doobie Brothers, Captain Beefheart, Van Morrison, Little Feat, Montrose, Carly Simon, Van Halen nebo Eric Clapton.